# Mata-solana
Mata-solana es una entidad de población española del municipio de Gabet de la Conca, perteneciente a la provincia de Lérida, en la comunidad autónoma de Cataluña.

## Toponimia
El nombre del lugar puede encontrarse referido con las grafías Mata-solana y Matasolana.

## Historia
A mediados del siglo XIX, el lugar era descrito como un caserío perteneciente a San Salvador de Toló. Aparece descrito en el decimoprimer volumen del Diccionario geográfico-estadístico-histórico de España y sus posesiones de Ultramar de Pascual Madoz de la siguiente manera:

MASIA DE MATA-SOLANA: cas. en la prov. de Lérida, part. jud. de Tremp, term. jurisd. de San Salvador de Toló.
(Madoz, 1848, p. 283)

A comienzos del siglo XX, en la Geografia general de Catalunya, aparecen contabilizados en el lugar 20 edificios y 53 habitantes. En 2022, la entidad singular de población, que hoy día forma parte del municipio de Gabet de la Conca, tenía empadronados 7 habitantes.